# Marcin Wasielewski
Marcin Wasielewski (Poznań, 23 agosto 1994) è un calciatore polacco, difensore del GKS Katowice.

## Carriera
Cresciuto nelle giovanili di Lech Poznań e SKS 13 Poznań, nel 2013 firma il suo primo contratto con l'Unia Swarzędz, formazione della quarta divisione polacca. Dopo un paio di stagioni, si è trasferito al club che lo ha lanciato dalle giovanili, il Lech Poznań, che lo inserisce nella rosa della seconda squadra. Il 10 febbraio 2017 esordisce in prima squadra, venendo schierato nell'incontro di campionato vinto per 3-0 in casa contro lo Nieciecza, subentrando al 91' a Maciej Makuszewski. Dopo un'altra presenza in prima squadra e altrettante con la seconda squadra, nel febbraio del 2018 viene ceduto in prestito allo Znicz Pruszkow, nella terza divisione polacca, fino al termine della stagione. Rientrato dal prestito, gioca un'altra stagione con il Lech Poznań. Nell'estate del 2019 viene acquistato dal Nieciecza.

## Statistiche

### Presenze e reti nei club
Statistiche aggiornate al 18 dicembre 2021.
| Stagione        | Squadra         | Campionato      | Campionato | Campionato | Coppe nazionali | Coppe nazionali | Coppe nazionali | Coppe continentali | Coppe continentali | Coppe continentali | Altre coppe | Altre coppe | Altre coppe | Totale | Totale |
| Stagione        | Squadra         | Comp            | Pres       | Reti       | Comp            | Pres            | Reti            | Comp               | Pres               | Reti               | Comp        | Pres        | Reti        | Pres   | Reti   |
| --------------- | --------------- | --------------- | ---------- | ---------- | --------------- | --------------- | --------------- | ------------------ | ------------------ | ------------------ | ----------- | ----------- | ----------- | ------ | ------ |
| 2015-2016       | Lech Poznań II  | 3L              | 0          | 0          |                 | -               | -               |                    | -                  | -                  |             | -           | -           | 0      | 0      |
| 2016-2017       | Lech Poznań II  | 3L              | 21         | 0          |                 | -               | -               |                    | -                  | -                  |             | -           | -           | 21     | 0      |
| 2017-feb. 2018  | Lech Poznań II  | 3L              | 11         | 1          |                 | -               | -               |                    | -                  | -                  |             | -           | -           | 11     | 1      |
| 2016-2017       | Lech Poznań     | EK              | 2          | 0          | CP              | 1               | 0               |                    | -                  | -                  |             | -           | -           | 3      | 0      |
| 2017-feb. 2018  | Lech Poznań     | EK              | 0          | 0          | CP              | 0               | 0               | UEL                | 0                  | 0                  |             | -           | -           | 0      | 0      |
| feb.-giu. 2018  | Znicz Pruszków  | 2L              | 14         | 0          |                 | -               | -               |                    | -                  | -                  |             | -           | -           | 14     | 0      |
| 2018-2019       | Lech Poznań     | EK              | 17         | 1          | CP              | 0               | 0               | UEL                | 0                  | 0                  |             | -           | -           | 17     | 1      |
| 2018-2019       | Lech Poznań II  | 3L              | 9          | 1          |                 | -               | -               |                    | -                  | -                  |             | -           | -           | 9      | 1      |
| 2019-2020       | Nieciecza       | 1L              | 20+1       | 0          | CP              | 0               | 0               |                    | -                  | -                  |             | -           | -           | 21     | 0      |
| 2020-2021       | Nieciecza       | 1L              | 25         | 0          | CP              | 2               | 0               |                    | -                  | -                  |             | -           | -           | 27     | 0      |
| 2021-2022       | Nieciecza       | EK              | 14         | 0          | CP              | 3               | 0               |                    | -                  | -                  |             | -           | -           | 17     | 0      |
| Totale carriera | Totale carriera | Totale carriera | 134        | 11         |                 | 6               | 0               |                    | 0                  | 0                  |             | -           | -           | 140    | 11     |